# Hedysarum latibracteatum
Hedysarum latibracteatum är en ärtväxtart som beskrevs av N.S. Pavlova. Hedysarum latibracteatum ingår i släktet buskväpplingar, och familjen ärtväxter. Inga underarter finns listade i Catalogue of Life.